# Andriandampy
Andriandampy è una città e comune del Madagascar situata nel distretto di Betroka, regione di Anosy. 
La popolazione del comune rilevata nel censimento 2001 era pari a 6 376 unità.